# Język szugnański
Język szugnański (szugni) – język pamirski, którym posługuje się około 40 tys. osób w Tadżykistanie i 20 tys. osób w Afganistanie. Jest to zatem najliczniej używany język pamirski. Epicentrum geograficzne stanowi Górski Badachszan.

## Dialekty
Wyróżnia się kilka dość wyraźnie zróżnicowanych dialektów języka szugnańskiego. Niektórzy językoznawcy uznają część z nich za osobne języki, tworząc genetyczną grupę językową – szugnańsko-roszańską.
- szugni (ok. 40 000)
  - subdialekt badżu
- roszański (ok. 15 000)
- chufi (800)
- bartangi (3000)
- oroszori (ok. 2000)